# ティンマ・ラージャ1世
ティンマ・ラージャ1世（Thimma Raja I, 1433年 - 1478年）は、南インドのカルナータカ地方、マイソール王国の君主（在位：1459年 - 1478年）。

## 生涯
1459年、父チャーマ・ラージャ1世が死亡したことにより、ティンマ・ラージャ1世が王位を継承した。
1478年、ティンマ・ラージャ1世は死亡し、息子のチャーマ・ラージャ2世が王位を継承した。